# 本能漂移
本能漂移，心理学术语，描述一种有机体的行為趋势：有机体即使通过习得，在一定環境和時間後，其習得行為也會逐漸恢復到本能行為。对于一些动物及行为，其本能行为足以干扰习得行为，并通过自我强化而占据、成为主要行为方式。
布里兰夫妇（Marian Breland Bailey & Keller Breland）首先通过浣熊试验发现了动物的这种趋势：浣熊经过长期操作性条件作用技术训练，可以学会把一枚硬币放一个盒子以换取食物的习得方式。但是它们无法习得同时把两枚硬币放到盒子中。如果放置两枚，浣熊会把硬币举起，并进行磨擦和搓揉。两枚硬币的方式却使浣熊产生了其本能行为：浣熊习惯性在进食前对食物（其主要食物来源为小龙虾）进行磨擦和冲洗。